# Francisco de Carvajal
Francisco de Carvajal (Rágama, Salamanca, Espanya, 1464 – Jaquijaguana, prop del Cusco, actual Perú, 10 d'abril de 1548) va ser un conqueridor espanyol que va actuar en la Nova Espanya i el Perú, i durant la guerra civil entre els conqueridors del Perú. Va ser un gran estrateg, incansable soldat encara durant els anys de la seva vellesa, i alhora home molt cruel i sarcàstic, per la qual cosa va ser conegut com «El dimoni dels Andes». Es va rebel·lar contra el monarca espanyol i les seves autoritats enviades a Amèrica, i va infligir un sens fi de derrotes als oficials espanyols lleials al Rei, sent finalment derrotat en la batalla de Jaquijahuana. Poc després va ser capturat i executat en la forca; tenia llavors 84 anys.

## Primeres armes
Nascut en Rágama d'Arévalo, llavors en la diòcesi d'Àvila a Castella la vella, sent el seu veritable nom Francisco López Gascón. Van ser els seus pares Bartolome Gascón i Catalina López. Encara que els seus pares eren vilans, va ser enviat a estudiar a la Universitat de Salamanca. Però es va dedicar a la vida dissipada i va tornar a la seva llar amb gran escàndol, acompanyat d'un mosso anomenat Moreta, una ramera, una "vihuela", una mula i un mico.
Expulsat de la seva casa i desheretat, es va enrolar en les tropes destinades a Itàlia, al comandament del Gran Capità, participant com a alferes en la batalla de Rávena (1512). Va ser després criat del cardenal Bernardino de Carvajal, de qui va prendre el cognom. Va seguir estudis eclesiàstics i va arribar fins a clergue d'Evangeli, però aviat va abandonar la carrera religiosa, aconseguint anul·lar els seus vots.
Alguns autors esmenten que va prendre part en la batalla de Pavía, memorable trobada on va ser derrotat i capturat el rei de França Francesc I (1525); i després en l'anomenat Sac de Roma (1527), a les ordres del conestable Carles III, vuitè duc de Borbó, accions totes on va destacar pel seu valor. Sobre aquest episodi a Roma explica l'Inca Garcilaso de la Vega que Carvajal es va mantenir lluitant fins al final, com a bon soldat que era, mentre que altres es dedicaven al saqueig. Al final va veure que no quedava ja res per apropiar-se a la ciutat i llavors se li va ocórrer emportar-se el copiós arxiu d'un dels principals notaris de la ciutat, fent-lo carregar sobre mules. El notari, que no imaginava que ningú pogués robar-li el seu arxiu, ja que tan sols tenia valor per a ell, va fer perquisicions per trobar-lo. Assabentat Carvajal li va retornar els documents, a canvi d'un rescat de més de mil ducats; amb aquests diners va emprendre el viatge al Nou Món.

## Comença la “carrera d'Índies”
Atret, doncs, per les conquestes indianes, va passar a Nova Espanya, acompanyat per la vídua Catalina de Leitón, amb qui es va casar a instàncies del virrey Antonio de Mendoza.
Va romandre algun temps a Nova Espanya i després va marxar cap al Perú en circumstàncies fosques. Es creu que va arribar entre els contingents que van ser enviats pel virrey de Nova Espanya en auxili del governador Francisco Pizarro, assetjat llavors per la rebel·lió indígena de Manco Inca (1536). Destinat a Tolles (actual Bolívia), Carvajal va fer la una marxa per la costa i va entrar a Arequipa, on al no conèixer a ningú va romandre algunes hores a la intempèrie amb la seva esposa i tres criats. Un veí anomenat Miguel Cornejo el va acollir a la seva casa (segons explica Garcilaso). Reprimida la rebel·lió de Manco Inca, Pizarro va recompensar els serveis de Carvajal amb una encomanda en la jurisdicció de Cusco. Va arribar a ser alcalde d'aquesta ciutat el 1541. Ja en aquells dies tenia fama de gran soldat.

## Durant la guerra de Chupas

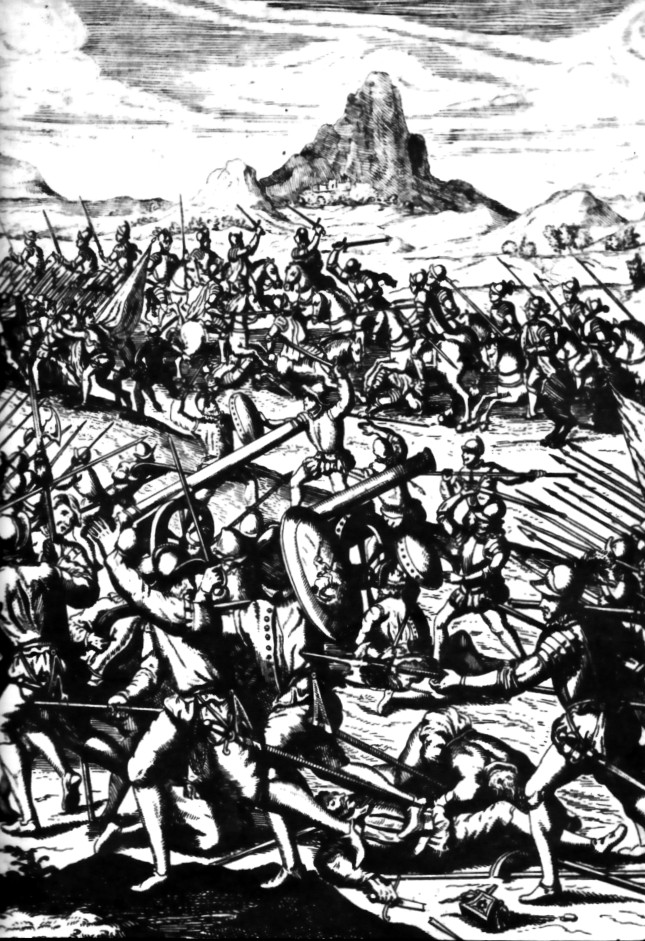
Batalla de Chupas

En començar les guerres civils entre els conqueridors, es va mantenir fidel al Rei contra els rebels almagristes. No obstant això, per un moment aquests el van pressionar perquè acceptés a Diego d'Almagro el Mosso com a Governador del Perú (1541). No obstant això, en la primera ocasió va tornar al bàndol realista i es va plegar al capità Perálvarez Holguín, amb el que va anar a Huaylas, unint-se allí a l'exèrcit de Cristóbal Vaca de Castro, que el va fer el seu sergent major. Com tal va concórrer a la batalla de Chupas (16 de setembre de 1542), fent-se cèlebre en ella perquè davant els estralls causats pels canons enemics se li va ocórrer anar a capturar-los, per aconseguir-ho, va baixar de la seva cavalcadura, es va llevar el morrió i les coracines, i es va llançar a l'atac a peu, encoratjant als seus, dient-los que arrisquessin els seus cossos, doncs ell, per ser gros, n'arriscava el doble. Aquesta brava actuació va decidir la victòria sobre els almagristes. Va tornar al Cusco amb “fama d'home vell i de clar enginy, coneixedor de les coses de la guerra i gran habilitat política.”

## Frustrat intent de tornar a Espanya
Veient-se ric i tement perdre-ho tot en les disputes entre conqueridors, va decidir tornar a Espanya, ja que en aquells dies era fama que les encomandes dels conqueridors no serien heretades pels seus fills en virtut del que es disposava a les Lleis Noves.
Carvajal es va presentar davant el governador Vaca de Castro i li va fer present que retirava a Espanya a descansar, per la qual cosa s'oferia a portar-li cartes al Rei i fins i tot a presentar-se davant d'aquest com a procurador per demostrar-li com era de contraproduent imposar per la força el compliment de les Lleis Noves. Vaca de Castro ho va acceptar, però abans el va enviar a Lima, on se li lliurarien certs documents abans d'embarcar al port del Callao. Però allí les autoritats van retenir els vaixells maliciosament. Carvajal en veure que estaven retinguts els vaixells atracats al Callao, en companyia de la seva dona i els seus criats, va marxar cap al sud buscant un navili que el portés a Panamà o a Mèxic. Gonzalo Pizarro, que es trobava en el Cusco fent plans per a la Gran Rebel·lió, en saber que Carvajal volia marxar del Perú, va manar que el portessin a la seva presència. Diuen que va ser llavors quan, mirant al cel, Carvajal va jurar quedar-se al Perú, però que el seu nom seria recordat per la posteritat. Ja en aquells dies havia arribat al Perú el virrei Blasco Núñez Vela amb la ferma intenció de fer complir les noves lleis.

## Descripció de Carvajal per Agustín de Zárate
| « | Era home de mitjana estatura, molt gras i colorit, destre en les coses de la guerra, pel gran ús que d'elles tenia. Va ser més gran patidor de treball que requeria la seva edat, perquè a meravella, no es treia les armes ni de dia i de nit, i quan era necessari tampoc es ficava al llit ni dormia més del que podia, en una cadira, quan se li cansava la mà en què recolzava el cap. Va ser molt amic del vi; tant que quan no en trobava del de Castella, bevia aquell beuratge dels indis més del que s'hagi vist a cap altre espanyol. Va ser molt cruel de condició; va matar a molta gent per causes molt lleugeres, i alguns d'ells sense cap culpa, tan sols per semblar-li que convenia així per a la conservació de la disciplina militar, i als que matava ho feia sense cap tipus pietat, ans al contrari, dient-los acudits i coses de burla, tot mostrant-se amb ells molt ben criat i mesurat. Va ser molt mal cristià, i així ho demostrava d'obra i de paraula. | » |